# Кочовце
Кочовце (слч. Kočovce) насељено је мјесто са административним статусом сеоске општине (слч. obec) у округу Ново Место на Ваху, у Тренчинском крају, Словачка Република.

## Становништво
| Година:    | 1994. | 2004.   | 2014.   | 2024.    |
| ---------- | ----- | ------- | ------- | -------- |
| Број људи: | 1359  | 1399    | 1501    | 1845     |
| Разлика:   |       | +2,94 % | +7,29 % | +22,91 % |

| Година:    | 2023. | 2024.   |
| ---------- | ----- | ------- |
| Број људи: | 1795  | 1845    |
| Разлика:   |       | +2,78 % |

Према подацима о броју становника из 2024. године насеље је имало 1845 становника.